# 墓石記号

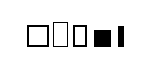
様々な形の墓石記号

墓石記号（はかいしきごう、ぼせききごう、英語: tombstone mark）とは、数学において証明の終わりを示すために用いられる四角形の記号である。証明終了記号(end of proof mark)、Q.E.D.記号(Q.E.D. mark)、ハルモス記号(Halmos’ mark)、ハルモスの箱(Halmos’ box)とも呼ばれる。従来Q.E.D.と書かれていた箇所に、その代わりに表示される。雑誌では、記事の終わりを示すためにこの記号が用いられることがある。
Unicodeでは、U+220E ∎ end of proof (HTML: &#8718;)に割り当てられている。表示のされ方は環境により異なる。中身が塗りつぶされている（■）または中空（□）、外形が正方形または長方形のいずれであっても良い。学生のノートやレポートでは筆記用具の制約から、しばしば中空の四角形をハッチングで塗ったもの（▨）や斜線を入れたもの（〼）も見受けられる。
AMS-LaTeXでは、証明環境 \begin{proof} ... \end{proof} の最後に自動的にこの記号が追加される。コマンド\qedsymbolや\qedでも表示できる（後者は記号を右揃えにする）。
「ハルモス記号」の名は、この記号を最初に数学において使用した数学者ポール・ハルモスによる。彼は、雑誌の記事の終わりを示すのにこの記号が使われていたのを見て、これを証明終了の記号として使うことを思いついた。彼の回想録『数学者になりたかった』(I Want to Be a Mathematician)には、次のように書かれている。
The symbol is definitely not my invention — it appeared in popular magazines (not mathematical ones) before I adopted it, but, once again, I seem to have introduced it into mathematics. It is the symbol that sometimes looks like ▯, and is used to indicate an end, usually the end of a proof. It is most frequently called the 'tombstone', but at least one generous author referred to it as the 'halmos'.
その記号は決して私の発明ではなく、私がそれを採用するより前に、人気のある雑誌（数学的なものではない）に登場していたが、それを数学に導入したのは私だろう。それは ▯ のように見える記号であり、終わりを、通常は証明の終わりを示すために使用される。それは最も頻繁には「墓石」と呼ばれるが、少なくとも1人の寛大な著者がそれを「ハルモス」と呼んでいる。